# Karl von Blaas
Karl von Blaas, italianizzato in Carlo De Blaas (Nauders, 28 aprile 1815 – Vienna, 19 marzo 1894), è stato un pittore austriaco.

## Biografia
Karl fu il maggiore rappresentante di una famiglia di illustri pittori austriaci. Nato nel Tirolo nel 1815, studiò presso l'Accademia di Venezia grazie allo zio Freiherr von Eschenburg, che riconobbe ben presto il suo precoce talento.
Dopo gli anni di studio si fermò a Firenze e Roma, dove subì l'influenza del nazareni e specialmente di Friedrich Overbeck e si dedicò a dipinti a tema religioso.
Nel 1837 ricevette il premio romano dell'Accademia di Venezia. Nel 1850 ottenne la cattedra presso l'Accademia di Vienna come professore di storia della pittura. Durante questo periodo egli dipinse gli affreschi della chiesa Altlerchenfelder. Nel 1855 vinse un premio alla Esposizione di Parigi per il dipinto Carlo Magno visita una scuola infantile, e gli fu affidata una cattedra presso l'Accademia di Venezia.
Karl ricevette l'incarico di completare l'affresco all'Arsenale di Vienna che eseguì con l'aiuto del figlio Eugenio.
In seguito si aggiudicò l'appalto dell'Hall of Fame Museum di Heeresgeschichtlichen, dove rappresentò le scene della storia dell'Austria, lavoro che lo occupò per 11 anni.
Tornò a Vienna nel 1866 dove scrisse la sua Autobiografia (pubblicata a Vienna nel 1876), che contiene informazioni sui suoi figli, Eugenio De Blaas e Julius von Blaas. Ha realizzato molti ritratti, tele religiose e affreschi.
Morì a Vienna nel 1894 a 78 anni.
Tra i suoi allievi figurano i figli, Eugenio e Julius, ma anche Eugenio Prati, Giuseppe Barison, Giulio Del Torre (Pittore) e Leopold Carl Müller.

## Galleria d'immagini

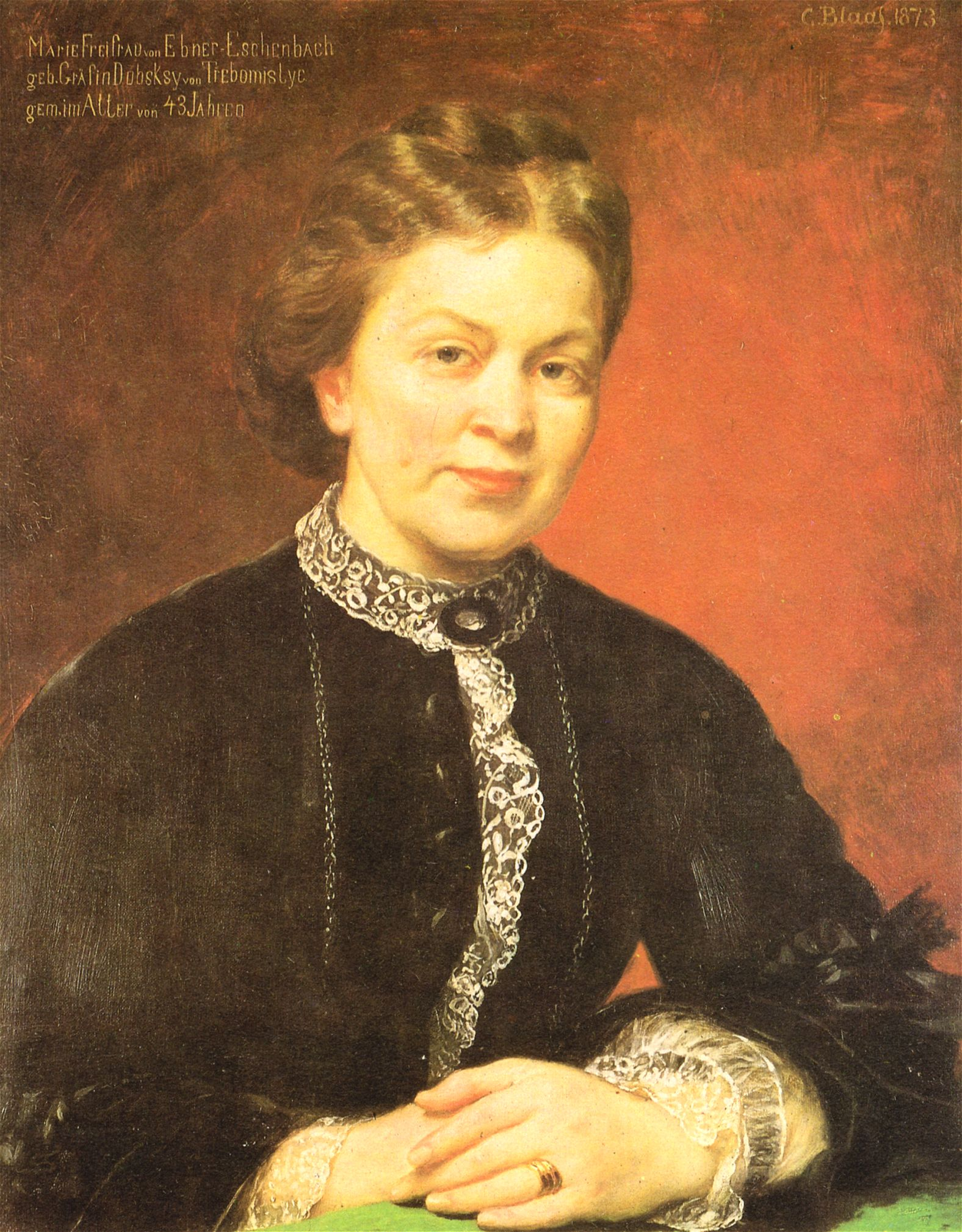
Maria von Ebner-Eschenbach
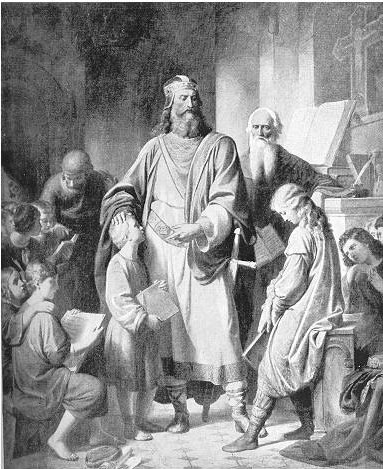
Carlo Magno visita uno scuola infantile
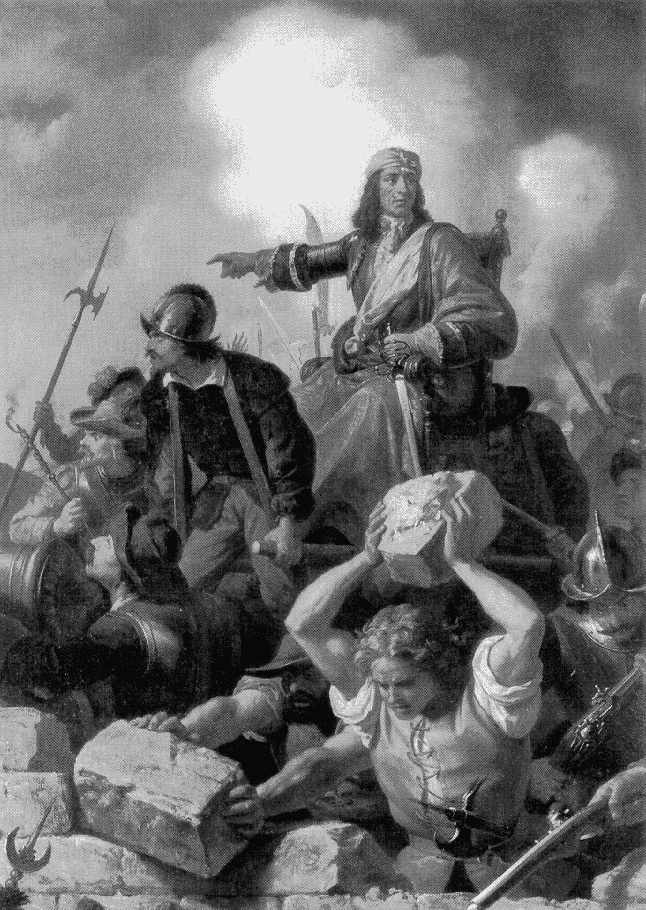
Invasione di Vienna dei turchi nel 1683
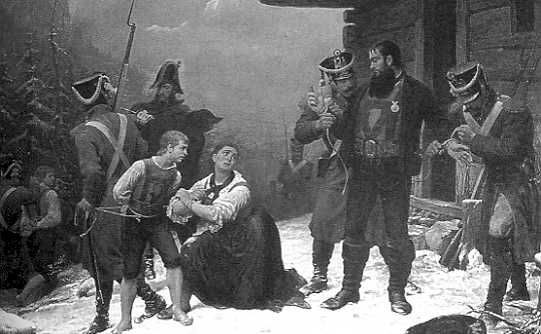
Cattura di Andreas Hofer nel 1809